# Goniocarsia
Goniocarsia là một chi bướm đêm thuộc họ Erebidae.

## Các loài
- Goniocarsia electrica Schaus, 1894